# She Wants Revenge
She Wants Revenge (Ші Вонс Рівендж) — американський дует, що виник 2005 року в Лос-Анджелесі.

## Історія
Гурт утворено у 2003 році двома музикантами з Лос-Анджелеса Джастіном Ворфілдом (англ. Justin Warfield) і Адамом Бревіном (англ. Adam Bravin), для яких джерелами натхнення були The Cure та Bauhaus.
Музиканти були прийняті на лейблі Geffen, де у 2006 році вийшов альбом «She Wants Revenge», який став головною темою багатьох музичних видань. Гурт став порівнювати з Bauhaus, ранніми Ministry і Depeche Mode.
Протягом 2006 року гурт гастролював з Depeche Mode та Placebo.
При визначенні стилю гурту часто звучить думка, що через велику кількість електроніки з постпанку She Wants Revenge більш належать до напряму дарквейв. В кінці 2007 року виходить альбом «This Is Forever» — менш танцювальний, більш похмурий та ліричний за звучанням й настроєм.
Альбом «Valleyheart», що вийшов у 2011 році, отримав змішані відгуки критиків.
У 2012 році гурт брав участь у щорічному фестивалі Максидром.
1 серпня 2012 гурт оголосив про те, що бере відпустку на невизначений час.
У 2015 році She Wants Revenge здобула популярність після того, як пісня «Tear You Apart» з'явилася в серіалі Американська історія жаху: Готель.
На початку 2016 року, з нагоди 10-річчя гурту, відбулася прем'єра пісні «Never». З цього ж приводу був оголошений концертний тур по всій Каліфорнії.
Восени 2018 року було випущено пісню «Big Love» з майбутнього альбому.
22 лютого 2019 року She Wants Revenge виступили на фестивалі Infest, що проходив Західному Йоркширі, Велика Британія.
17 серпня 2019 року She Wants Revenge вперше завітають до України і виступили в Києві.

## Учасники
Основні

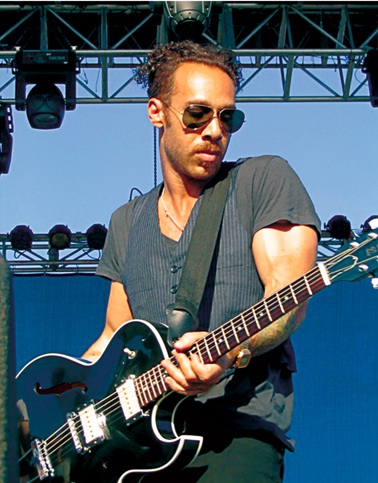
Джастін Ворфілд

- Джастін Ворфілд (Justin Warfield) — спів, гітара, клавішні
- Адам Бревін (Adam «Adam 12» Bravin) — бас-гітара, клавішні, гітара, драм-машина, перкусія, програмування, спів

Акомпанемент
- Томас Фроґґет (Thomas Froggatt) — гітара
- Скотт Елліс (Scott Ellis) — ударні, перкусія

## Дискографія
Альбоми
- «She Wants Revenge» (2006)
- «This Is Forever» (2007)
- «Valleyheart» (2011)

Міні-альбоми
- These Things (2005)
- Tear You Apart (2006)
- True Romance (2007)
- Save Your Soul (2008)
- Up and Down (2009)

Синґли
- Sister (2005)
- Tear You Apart (2005)
- These Things (2006)
- Out of Control (2006)
- I Don't Wanna Fall in Love (2006)
- True Romance (2007)
- Written in Blood (2007)

## Саундтрек

### Серіали
- Чужа сім'я (пісня «I Don't Want To Fall In Love»)[6]
- Кістки (пісня «Out Of Control»)
- Школа виживання (пісня «Tear You Apart»)
- Єрихон (пісня «These Things»)
- 4исла (пісня «This Is the End»)
- Межа (пісня «Tear You Apart»)
- So You Think You Can Dance (пісня «True Romance»)
- Беверлі-Гіллз, 90210 (пісня «The Holiday Song»)
- Форс-мажори (пісня «Not Just A Girl»)
- Вовченя (пісня «Not Just A Girl»)
- Щоденники вампіра (пісня «Up in Flames»)
- Американська історія жаху (пісня «Tear You Apart»)

### Фільми
- Число 23 (пісня «Tear You Apart»)

## Збірки
- The Nightmare Before Christmas Soundtrack (пісня «Kidnap the Sandy Claws»)
- Timbaland Presents: Shock Value (пісня «Time»)